# Grupa Pierwszego Maja
Grupa Pierwszego Maja (Grupo Primero de Mayo) – anarchistyczna organizacja zbrojna powstała w 1965 roku po rozłamie w Hiszpańskim Ruchu Wolnościowym i rozwiązaniu organizacji Defensa Interior.
Grupa Pierwszego Maja był częścią Ruchu Rewolucyjnej Solidarności, siatki luźno powiązanych ze sobą grup hiszpańskich, portugalskich, włoskich, angielskich i latynoamerykańskich anarchistów.

## Początek działalności
30 kwietnia 1966 r. bojownicy "Grupo Primero de Mayo" przeprowadzili swoją pierwszą akcję. Porwano w Rzymie hiszpańskiego wysłannika kościelnego, czterdziestoletniego Marcosa Ussia. 1 maja na tajnej konferencji prasowej w Madrycie Luis Andrus Edo, sekretarz paryskiej Krajowej Konfederacji Pracy (CNT) i Iberyjskiej Federacji Młodzieży Wolnościowej ogłosił, że Ussia został porwany przez anarchistów w celu zwrócenia uwagi świata na los więźniów politycznych w Hiszpanii. W kolejnych listach porywacze przedstawili listę żądań: publiczna deklaracja Watykanu popierająca amnestię dla hiszpańskich więźniów politycznych, natychmiastowe zwolnienie z więzienia anarchistów: Stuarta Christie, Guya Batoux i Bernarda Ferry. Jedenastego maja Marcos Ussia został uwolniony.

## Pierwsze aresztowania
24 października hiszpańskie służby specjalne aresztowały w Madrycie pięcioosobowy oddział Grupy Pierwszego Maja. Grupa przygotowywała się do porwania Normana Gilette, dowódcy amerykańskich sił zbrojnych w Hiszpanii. Postulaty miały być podobne jak w przypadku porwania Ussia, protestowano dodatkowo przeciwko militarnej obecności USA w Hiszpanii. Akcja miała kryptonim "Operacja Durutti". Aresztowanie było skutkiem obecności w grupie policyjnego agenta Inocencio Martíneza, który wyjawił plany operacji służbom specjalnym.
Aresztowanych anarchistów, przed sądem wojskowym, czekałaby najprawdopodobniej kara śmierci. Hiszpański Minister Spraw Zagranicznych otrzymał list informujący, że jeśli piątka anarchistów nie będzie sądzona przez sąd cywilny, Grupo Primero de Mayo nasili swoją kampanię przeciwko rządom Franco. Sprawa aresztowanych w Madrycie została przekazano sądowi wojskowemu. W odpowiedzi na to członkowie Grupy Pierwszego Maja uprowadzili 25 kwietnia 1967 roku głównego sekretarza hiszpańskiego ambasadora w Londynie, który został zwolniony po kilku godzinach. 4 lipca piątka anarchistów została skazana na kilkuletnie kary więzienia i grzywny.
20 sierpnia 1967 roku Grupo Primero de Mayo uderzyła znowu, ostrzeliwując z broni maszynowej ambasadę USA w Londynie oraz dwa samochody należące do hiszpańskich dyplomatów. Był to nowy element w strategii grupy uznali oni, że aby zachwiać reżimem Franco, trzeba uderzyć również w jego sponsora, czyli USA – kraj, który znacząco wspierał Hiszpanię. Pomimo szeroko zakrojonej akcji policji brytyjskiej wraz z FBI nie udało się znaleźć sprawców ataków.
12 listopada Grupa Pierwszego Maja dokonała jednoczesnych ataków bombowych na: ambasady Boliwii, Grecji i Hiszpanii w Bonn w Niemczech; ambasadę Wenezueli w Rzymie; Hiszpańskie Biuro Turystyczne w Mediolanie; hiszpańską, grecką i amerykańską ambasadę w Hadze w Holandii. Akcja ta miała na celu wyrażenie solidarności z ruchami rewolucyjnymi Ameryki Łacińskiej oraz stać się protestem przeciwko faszystowskim dyktaturom w Europie. Dostrzegalny jest tu fakt znacznego rozszerzenia obszaru zainteresowań hiszpańskich anarchistów.

## Rok 1968
W styczniu 1968 roku, w Londynie, policja odkryła moździerz nakierowany na ambasadę grecką. O autorstwo akcji podejrzewano anarchistów.
3 marca wybuchło sześć bomb podłożonych przez Grupo Primero de Mayo. Uszkodzone zostały: ambasada hiszpańska i Klub Amerykańskich Oficerów w Londynie; hiszpańska, grecka i portugalska ambasada w Hadze oraz amerykański konsulat w Turynie. 25 marca w Madrycie anarchiści podłożyli bombę pod ambasadę USA, powodując poważne zniszczenia. W maju Grupo Primero de Mayo zaatakowała rezydencję ambasadora Hiszpanii w Hadze i hiszpańską ambasadę w Bonn.
Pod koniec października 1968 roku w Carrarze we Włoszech odbyła się międzynarodowa konferencja anarchistyczna. Pośród ponad tysiąca uczestników zjazdu, pojawiło się także sporo osób zaangażowanych w działania Grupo Primero de Mayo. Pozwoliło im to na nawiązanie dalszych kontaktów z anarchistami z innych krajów oraz przedyskutowanie strategii dalszych działań.

## Rok 1969
3 lutego 1969 roku w Londynie zostały odnalezione dwie bomby, które nie zdążyły wybuchnąć. Obie umieszczone były pod budynkami hiszpańskich banków. Sześć dni później w Liverpoolu wybuchł ładunek pod "Bank of Spain". W połowie marca kolejna bomba poważnie uszkodziła budynek Bank of Bilbao. Komunikat wydany z tej okazji przez Grupo Primero de Mayo stwierdzał: "Panowie – uwięzienia, deportacje i morderstwa, które musi cierpieć ludność Hiszpanii od czasu przegranej w wojnie domowej; uduszeni garotami i ci, którzy umarli z ręki Francisco Franco zmuszają nas do odpowiedzi. Krew naszych braci jest dla nas tak cenna jak pieniądze i własność należąca do hiszpańskich kapitalistów i ich kolegów z Wall Street. Niech usłyszą inny dźwięk, niż stuk ich zakrwawionego srebra. Zakończcie represje. Jeśli nie, spodziewajcie się dalszych ataków".

## Rok 1970
W lutym 1970 roku w Londynie podczas spotkania Anarchistycznego Czarnego Krzyża na którym działacze Grupo Primero de Mayo zawiązali kontakty z angielskimi anarchistami, którzy niedługo potem zaczęli dokonywać ataków pod szyldem Angry Brigade.
W maju na kilkunastu lotniskach Europy (w tym na Heathrow w Londynie) policja znalazła ładunki wybuchowe umieszczone na samolotach Iberii.
3 czerwca 1970 roku w jednoczesnych atakach hiszpańskie biura turystyczne w Londynie i Paryżu zostają uszkodzone wybuchami bomb. Oprócz tego w kilkunastu miejscach zaatakowane zostały greckie i hiszpańskie ambasady. Osiemnastego sierpnia wybuch bomby kompletnie zniszczył biuro Iberii w Londynie. Ataki na terenie Anglii zostały dokonane przez Angry Brigade, w porozumieniu z Grupą Pierwszego Maja.
26 września Grupo Primero de Mayo dokonała kolejnej udanej akcji, tym razem wysadzając w powietrze część lotniska Heathrow w Londynie, używaną przez samoloty Iberii.
Po tych atakach aktywność grupy zaczęła zanikać.